# Deleproctophylla australis
Deleproctophylla australis is een insect uit de familie van de vlinderhaften (Ascalaphidae), die tot de orde netvleugeligen (Neuroptera) behoort. 
Deleproctophylla australis is voor het eerst wetenschappelijk beschreven door Fabricius in 1787.